# Aeroportul Internațional Kavala
Aeroportul Internațional Kavala (IATA: KVA, ICAO: LGKV) este un aeroport din Municipalitatea Nestos, Kavala Regional Unit⁠(d), Macedonia de Est și Tracia, Macedonia și Tracia⁠(d), Grecia ce deservește zona Kavala. Aeroportul a fost tranzitat în 2022 de 250.932 de pasageri. A fost deschis în 1981 și numit după Alexandru cel Mare.
Situat la o altitudine de 5 m, aeroportul dispune de 1 pistă. Este operat de Fraport Greece⁠(d).

## Infrastructură

### Piste
Aeroportul dispune de o singură pistă. Pista are orientarea 05R/23L.